# Károly Palotai
Károly Palotai (Békéscsaba, 11 settembre 1935 – Győr, 3 febbraio 2018) è stato un arbitro di calcio e calciatore ungherese, di ruolo difensore o centrocampista.

## Carriera

### Calciatore
Vinse nel 1964, ai Giochi olimpici di Tokyo, la medaglia d'oro con la Nazionale di calcio ungherese, dove giocò tutte le partite tranne la finale contro la Cecoslovacchia.

### Arbitro
È stato un arbitro internazionale negli anni settanta. Internazionale dal 1970, detiene due primati in coabitazione con altri fischietti: il record di partecipazioni ai Mondiali di calcio (tre, come altri diciotto direttori di gara) ed il record di finali di Coppa dei Campioni dirette (due, come l'olandese Leo Horn, l'italiano Concetto Lo Bello e lo svizzero Gottfried Dienst).
Al Campionato mondiale di calcio, oltre alle edizioni del 1974 (diresse Olanda-Uruguay 2-0 e fu arbitro di riserva nella finale tra Germania Ovest e Olanda, e del 1982 dove gli toccò la gara del secondo turno tra Francia e Austria 1-0) si ricorda il torneo del 1978 in Argentina, dove diresse la partita del girone eliminatorio tra Argentina e Brasile. Agli europei di calcio del 1980 in Italia arbitrò la sfida tra i padroni di casa e la Spagna, terminata a reti bianche. Dopo averle vissute da giocatore, Palotai ritornò ai Giochi olimpici da arbitro: nel 1972 nel torneo di Monaco di Baviera diresse Marocco-Malaysia (6-0) mentre quattro anni dopo, in terra canadese, gli toccò a Toronto il quarto di finale vinto dal Brasile su Israele per 4-1 e fu arbitro di riserva nella finale per la medaglia d'oro tra Germania Est e Polonia.
A livello di competizioni per club, fu protagonista della finale di andata di Coppa UEFA del 1975 (Borussia Mönchengladbach-Twente), della finale di Coppa dei Campioni 1975-1976 (Bayern Monaco-Saint-Étienne), di quella di Supercoppa Europea del 1978 (Anderlecht-Liverpool) e ancora della finale di Coppa dei Campioni 1980-1981 (Liverpool-Real Madrid).
Vanta anche la direzione in una semifinale di Coppa dei Campioni (nel 1978) e in tre semifinali di Coppa UEFA (nel 1976, 1977 e 1981).
Fino alla stagione 1974-75, l'arbitro della finale di Coppa dei Campioni doveva provenire dal paese in cui si disputava la finale (a meno che una delle squadre partecipanti provenisse dal paese della città ospitante). Questa tradizione terminò il 12 maggio 1976, quando l'ungherese Károly Palotai arbitrò la finale tra Bayern Monaco e Saint-Étienne (finita 1-0 per i tedeschi, rete di Franz Roth) svoltasi a Glasgow, in Scozia.
Nel 1996 la FIFA gli conferì il prestigioso FIFA Special Award.